# Архиерейский дом (Уфа)
Уфимский Архиерейский дом — снесённый архиерейский дом, находившийся в городе Уфе, резиденция епископа Уфимской епархии в Уфимской губернии.
Возле Архиерейского дома ниже возникла Архиерейская слобода — Архиерейка. В 1834 году на Соборной площади перед Архиерейским домом заложен Воскресенский собор. В Архиерейском доме действовала Крестовая церковь, освящённая в 1839 году (с престолом во имя Святого Животворящего Духа и приделом в честь Всех Святых), проводились епархиальные мероприятия, заседания комитетов и комиссий.

## История
В 1782 году, на месте будущего Архиерейского дома, найден Уфимский курган.
Открыт в 1800 году в городе Уфе после образования Оренбургской и Уфимской епархии. Первоначально располагался в деревянном здании наместнического дома, который снесли в 1827 году.
В 1826—1828 годах, на месте деревянного, построено двухэтажное каменное здание перед Соборной площадью, позднее перестроено в 1877 году на средства И. Ф. Базилевского, в 1897 году проведён ремонт, улучшивший его внешний и внутренний вид.
В 1914—1918 годах в здании располагался госпиталь. В 1915—1917 года проводился епархиальный комитет попечительства о беженцах.
В 1917 в штате Архиерейского дома числилось более 40 человек, в том числе 7 монашествующих, 14 послушников; имел 256 десятины земли.
В 1918 году в здании располагалась редакция журнала «Уфимский церковно-народный голос».
В 1919 году Крестовая церковь закрыта, само здание передано детской больнице.
В начале 1970‑х годов здание снесено, вместе со зданием духовной консистории и свечного завода, из-за строительства здания Башкирского областного комитета КПСС и Совета Министров Башкирской АССР в 1973—1979 годах.